# 奥隆
奥隆（法語：Ollon）是瑞士联邦西部法语区的沃州下设的一个镇。在行政上属于埃格勒区管辖。奥隆的总面积为59.54平方公里。截至2010年底，总人口为7,006。

## 地理
位于莱芒湖东南，罗纳河右岸。